# Pfarrkirche Moosburg

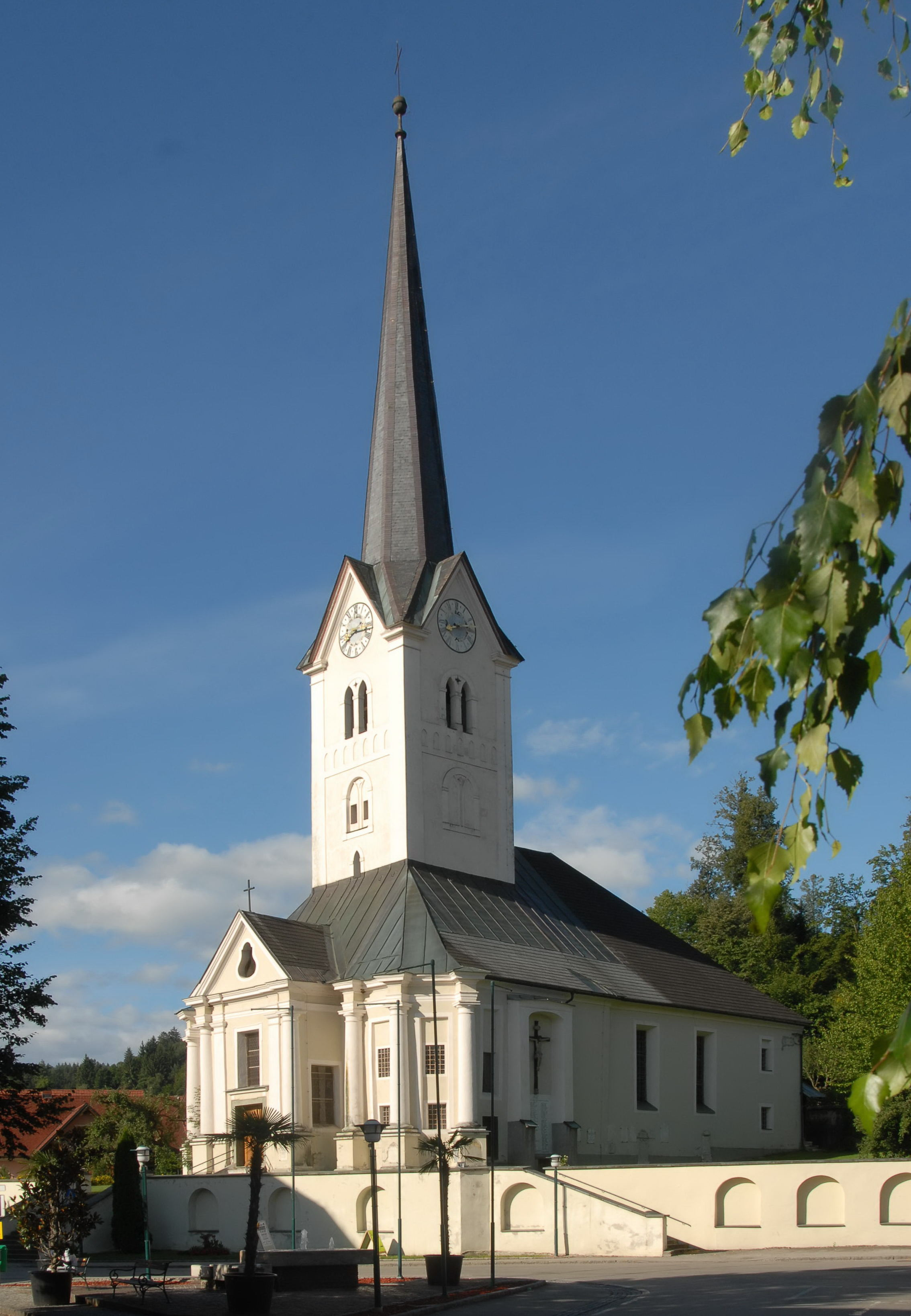
Pfarrkirche hl. Georg und hl. Michael

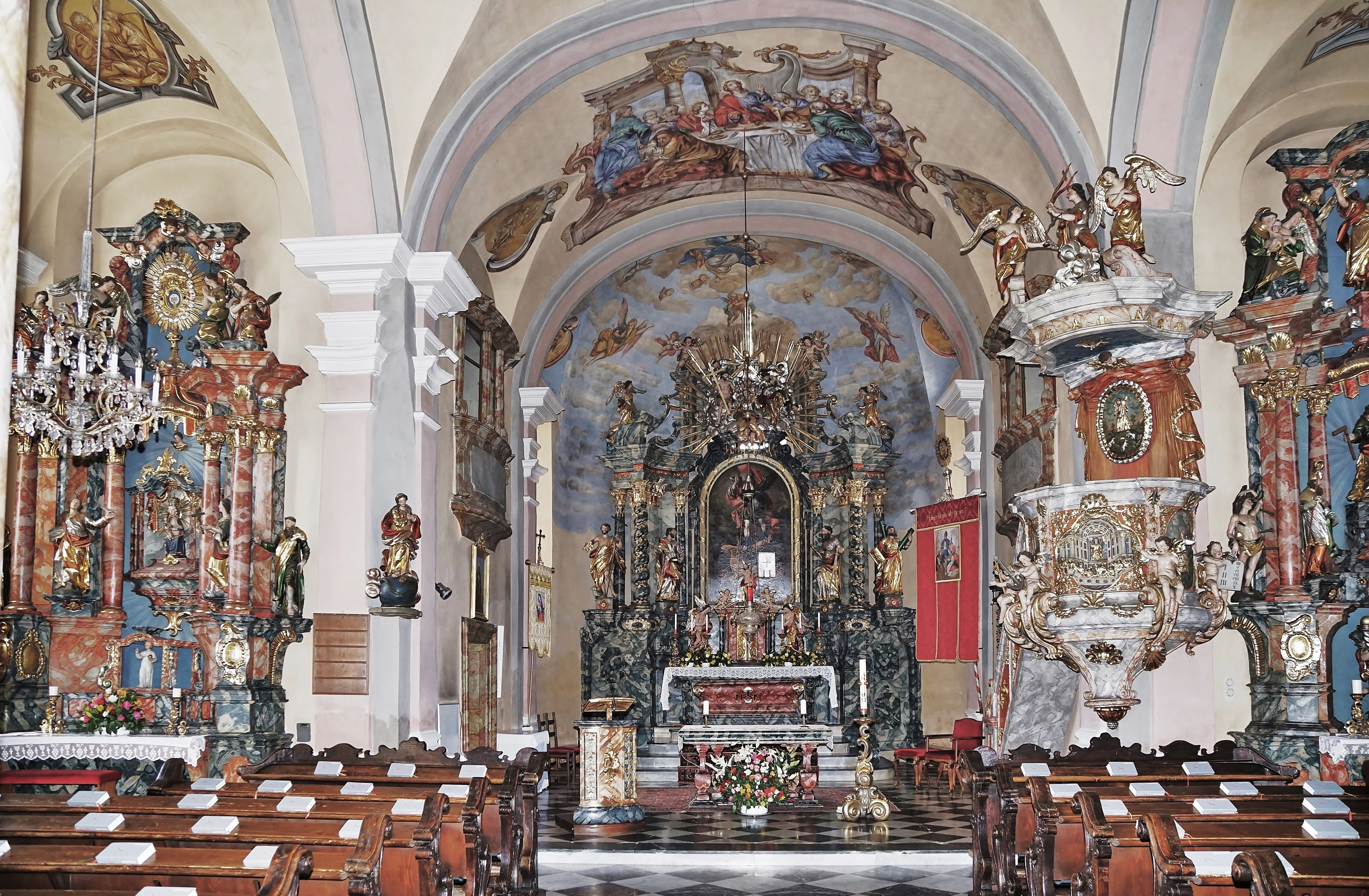
Innenansicht

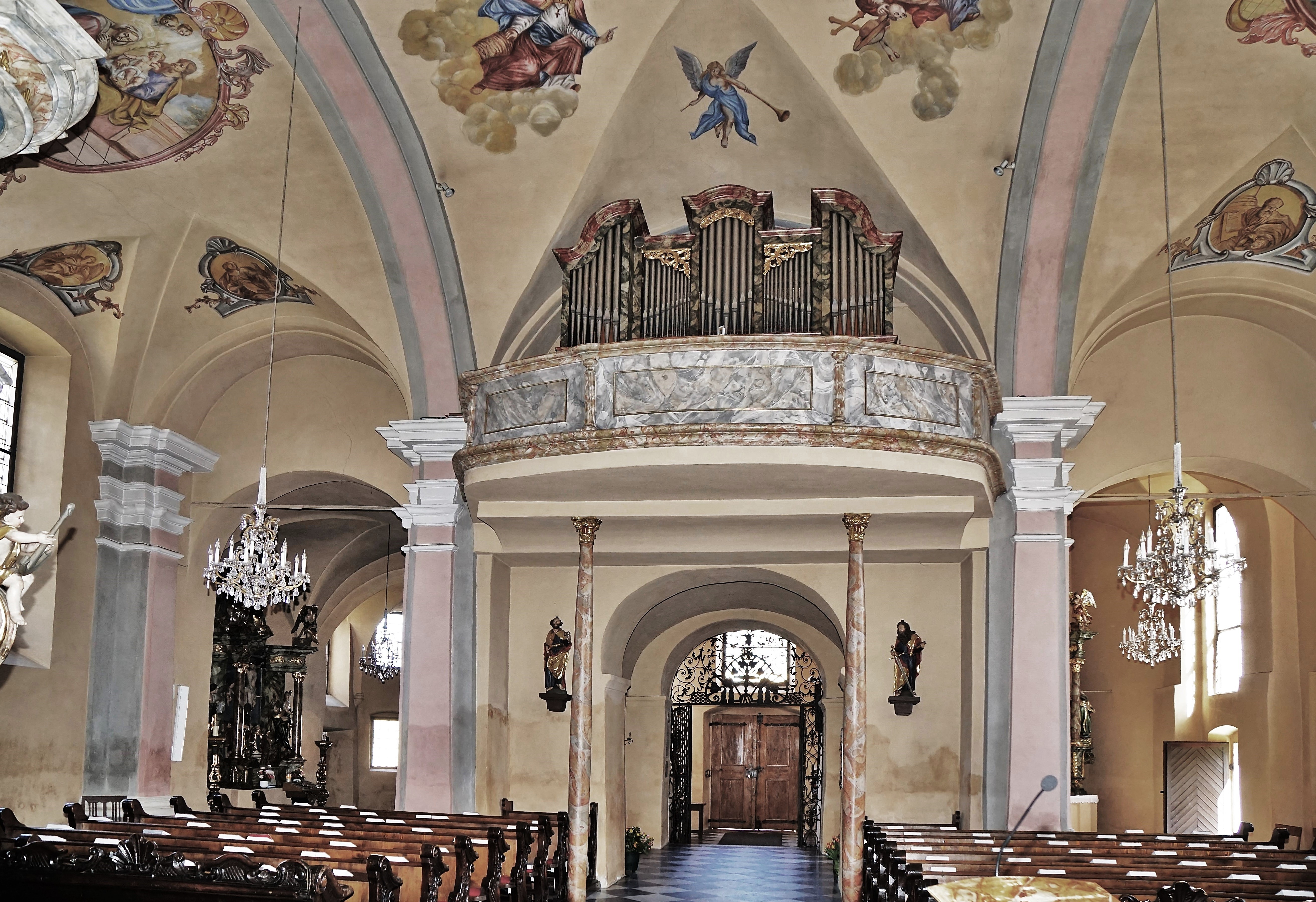
Blick gegen die Orgelempore

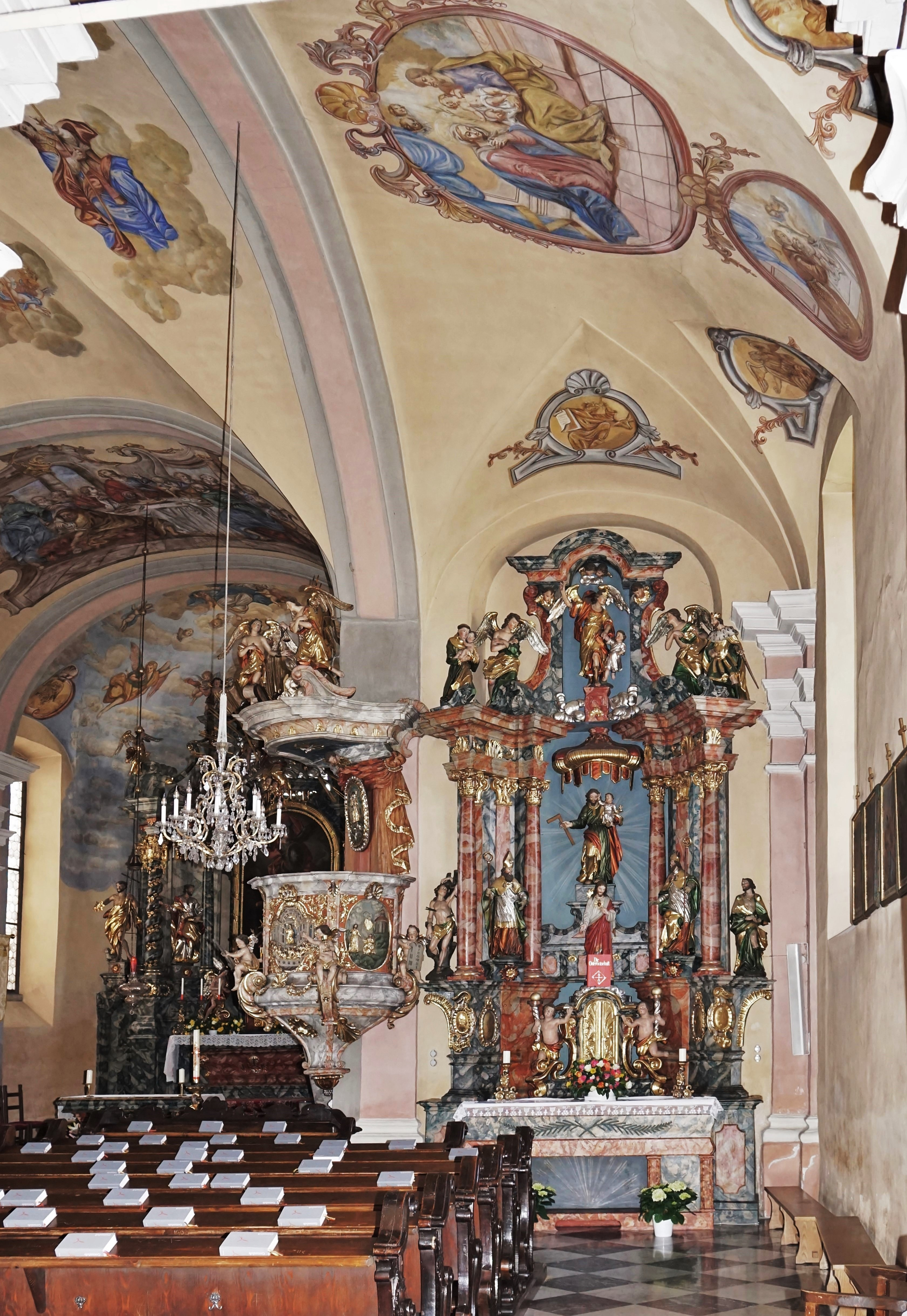
Rechtes Seitenschiff

Die römisch-katholische Pfarrkirche Moosburg (Patrozinium: Hl. Michael) steht am westlichen Ortsrand der Marktgemeinde Moosburg im Bundesland Kärnten in Österreich. Die Pfarre Moosburg gehört zum Dekanat Klagenfurt-Land der Diözese Gurk. Die Kirche steht unter Denkmalschutz (Listeneintrag).

## Geschichte
Urkundlich erwähnt wurde die Kirche erstmals im Jahre 1368. Während der Türkeneinfälle im Jahre 1479 wurde das Gotteshaus schwer beschädigt.
Die Kirche wurde als dreischiffiger gotischer Bau errichtet. Im dritten Viertel des 18. Jahrhunderts im Stil des Barock umgebaut, wurde die Anlage bei der Restaurierung „umgedreht“, so dass das neue Presbyterium gegen Westen gerichtet ist und sich im alten Chor nun der Eingang befindet.
1769 verlieh Papst Clemens XIV. der Moosburger Kirche einen Ablass, wahrscheinlich als Unterstützung für bauliche Veränderungen.
1872 und 1908 zerstörten Brände Dachstuhl und Turmhelm.

## Bauwerk
Die Kirche ist ein großer, rechteckiger Bau. Straßenseitig steht er über einer Füllmauer mit Blendarkaden, eine breite Freitreppe führt zum Hauptportal. Der Außenbau präsentiert sich mit barocker Ost-Fassade, den ehemaligen Chor verbergend. Eine toskanische Riesensäulenordnung und ein vorspringender Mittelrisalit mit Dreiecksgiebel charakterisieren sie.
Den Eingang bedeckt ein gerader Sturz mit einem Fenster darüber; seitlich befinden sich einfache Fenster in zwei Geschoßen. Der Ost-Turm als ehemaliger Chorturm ist zurückgesetzt über der wahrscheinlich aus dem Jahre 1872 stammenden Fassade mit Ecklisenen und Blendarkaden, Biforenfenster im Glockengeschoß. Darüber befindet sich ein polygonales Spitzdach. Die Langhausseiten haben hohe Rechteckfenster. Die halbrunde Westapsis ist stark eingezogen.
Ein durchgehendes Walmdach deckt den dreischiffigen Kirchenbau.

## Einrichtung
Das Altarbild des barocken Hochaltars mit Opfergangsportalen zeigt den Sturz Lucifers durch den Erzengel Michael. Assistenzfiguren sind links Johannes der Täufer und der Apostel Petrus, rechts die Apostel Paulus und Andreas. Die Figurengruppe im Aufsatz stellt die Marienkrönung dar. Der Altar geht optisch in die Ausmalung der Apsis über.
Das mittlere Relief am Korb der barocken Kanzel zeigt den zwölfjährigen Jesus vor den Schriftgelehrten im Tempel, das Relief an der Rückwand Jesus den guten Hirten. Auf dem Schalldeckel steht eine Figur des Erzengels Michael begleitet von zwei Engeln.

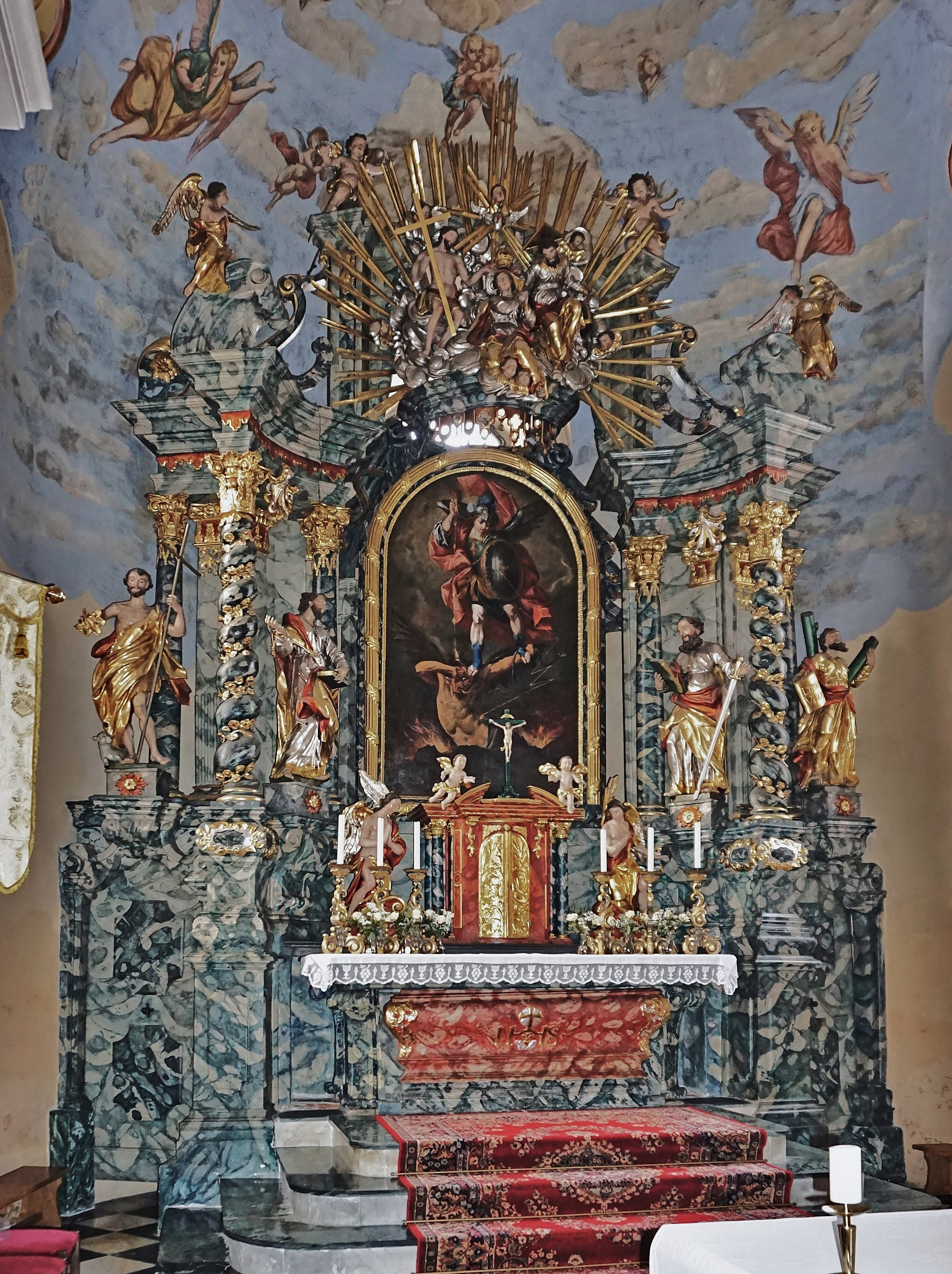
Der Hochaltar
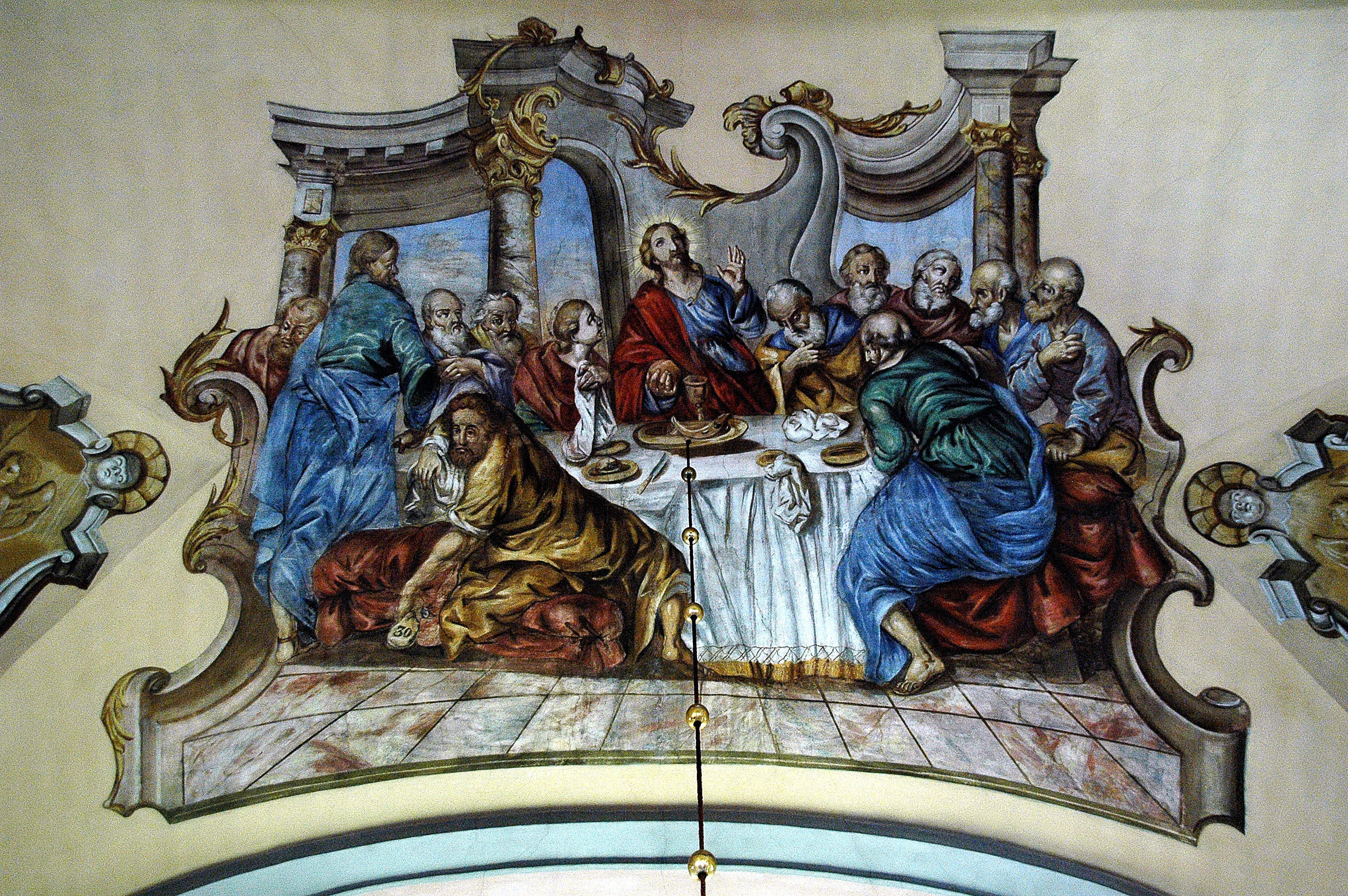
„Letztes Abendmahl“. Deckenfresko in der Moosburger Pfarrkirche

## Historische Grabsteine
In und an der Kirche befinden sich historische Grabsteine, u. a. von
- Josef von Stubenberg († 1556)
- Katharina von Ernau, geb. Bibriach († 1581)
- Johanna von Ernau, geb. Stömlin († 1590)
- Ulrich II. von Ernau (1531–1607)
- Wolf Raimund Paradeiser auf Neuhaus und Gradisch († 1662)
- Georg Andreas Graf von Kranegg († 1665)
- Regina Elisabeth Gräfin von Chranegg († 1685)

Auch Grabsteine aus römischer Zeit, sogenannte Römersteine befinden sich in der Kirche.

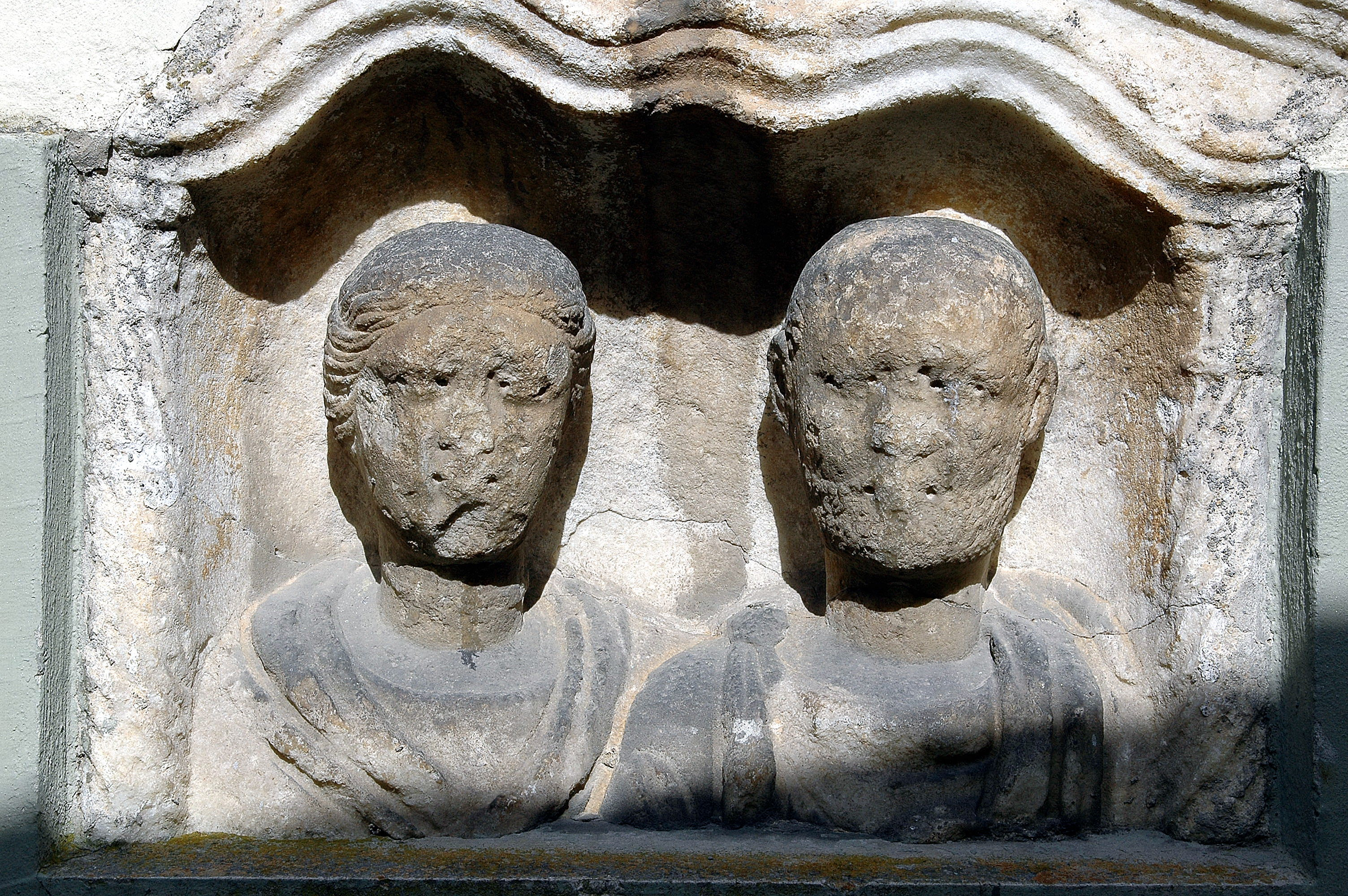
„Römerstein“: Porträtbüste eines Ehepaares
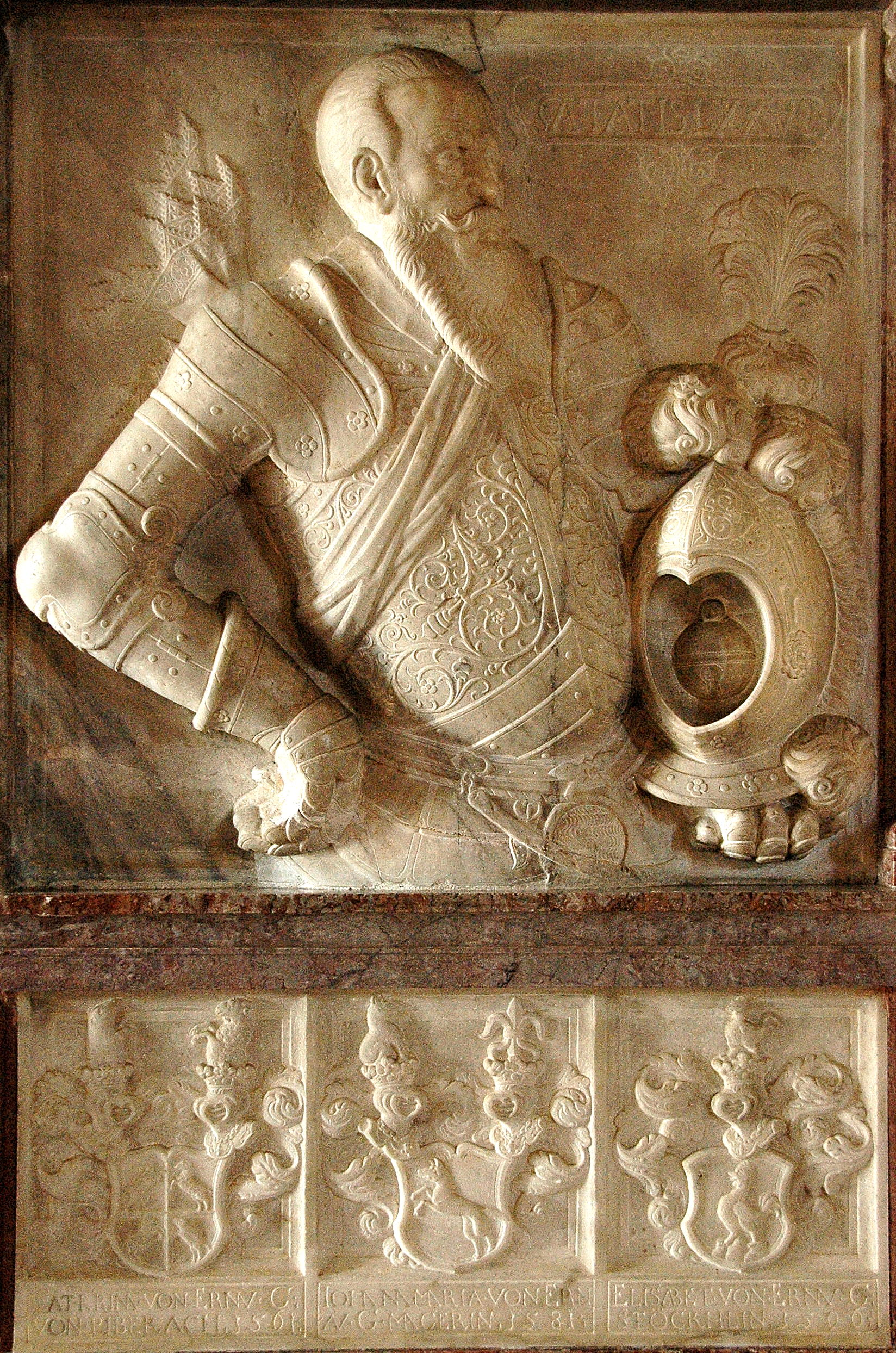
Grabdenkmal für Ulrich II. von Ernau in der Moosburger Pfarrkirche